# Leitgiriai
Leitgiriai (deutsch Leitgirren, russisch Лейтгирияй) ist ein Dorf im litauischen Bezirk Klaipėda (Memel) und gehört zum Amtsbezirk Juknaičiai (Jugnaten) in der Rajongemeinde Šilutė (Heydekrug).

## Geographische Lage
Leigiriai liegt am Flüsschen Leitė (Leithe), acht Kilometer südöstlich von Juknaičiai. Durch den Ort verläuft eine Nebenstraße, die die Fernstraße KK141 (Kaunas–Klaipėda, Teilstück der früheren deutschen Reichsstraße 132) mit der ehemaligen Ortsstelle Didieji Šilininkai (Groß Schilleningken, nicht mehr existent) an der Nebenstraße von Rusnė (Ruß) nach Plaškiai (Plaschken) verbindet. Eine Bahnanbindung über die Station Juknaičiai an der Bahnstrecke Sowetsk–Klaipėda besteht heute nicht mehr.

## Ortsname
Der Name des Dorfes deutet auf „feuchten Wald“ hin – entsprechend dem prußischen Wort „leit“ für „gießen“ und dem litauischen Wort „giriai“ für „Wald“.

## Geschichte
Der kleine Ort mit den früheren Ortsnamen Leidgirren (vor 1736), Groß Leidgirren (nach 1785), Groß und Klein Leitgirren (bis 1818) und Leitgirren bestand aus dem Dorf und einem 500 Meter nördlich gelegenen Gut. Es gehörte zum einstigen Amtsbezirk Heinrichsfelde (litauisch: Andruliai, der Ort existiert nicht mehr) und bis 1920 zum Kreis Niederung, danach zum Kreis Heydekrug im Regierungsbezirk Gumbinnen der preußischen Provinz Ostpreußen und somit zu dem von Januar 1920 bis März 1939 vom Deutschen Reich abgetrennten Memelgebiet.
Im Jahre 1910 waren in Leitgirren 278 Einwohner registriert. Ihre Zahl sank bis 1925 auf 243 und betrug 1939 nur noch 171. Zwischen 1939 und 1945 zum ostpreußischen Kreis Elchniederung gehörend, kam Leitgirren dann zur Litauischen Sozialistischen Sowjetrepublik und ab 1991 zur Republik Litauen.
Heute leben in Leigiriai Ort 123 Einwohner. Er gehört zur Rajongemeinde Šilutė im Bezirk Klaipėda.

## Kirche
Mit seiner überwiegend evangelischen Bevölkerung war Leitgirren in das Kirchspiel der Kirche Kaukehmen (der Ort hieß zwischen 1938 und 1946 Kuckerneese, seit 1946 russisch: Jasnoje) eingepfarrt, das zum Kirchenkreis Niederung (Elchniederung) in der Kirchenprovinz Ostpreußen der Kirche der Altpreußischen Union gehörte. Heute liegt Leitgiriai im Gebiet der Evangelisch-lutherischen Pfarrei Šilutė (Pfarrei Heydekrug) innerhalb der Evangelisch-lutherischen Kirche in Litauen.

## Verweise
1. ↑  Leitgirren – GenWiki. Abgerufen am 22. Juli 2025.
2. 1 2  Dietrich Lange, Geographisches Ortsregister Ostpreußen: Leitgirren (2005)
3. ↑  Rolf Jehke: Amtsbezirk Heinrichsfelde
4. ↑  Uli Schubert: Gemeindeverzeichnis, Landkreis Niederung
5. ↑  Michael Rademacher: Kreis Heydekrug. Online-Material zur Dissertation, Osnabrück 2006. In: eirenicon.com.